# Лендс-Энд — Джон-о’Гротс

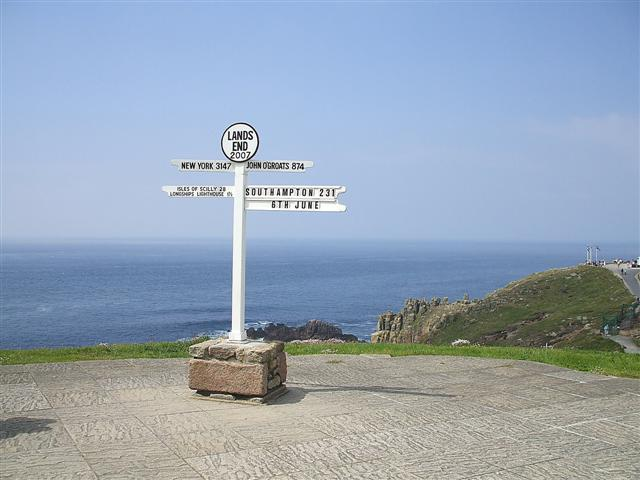
Указатель на мысе Лендс-Энд

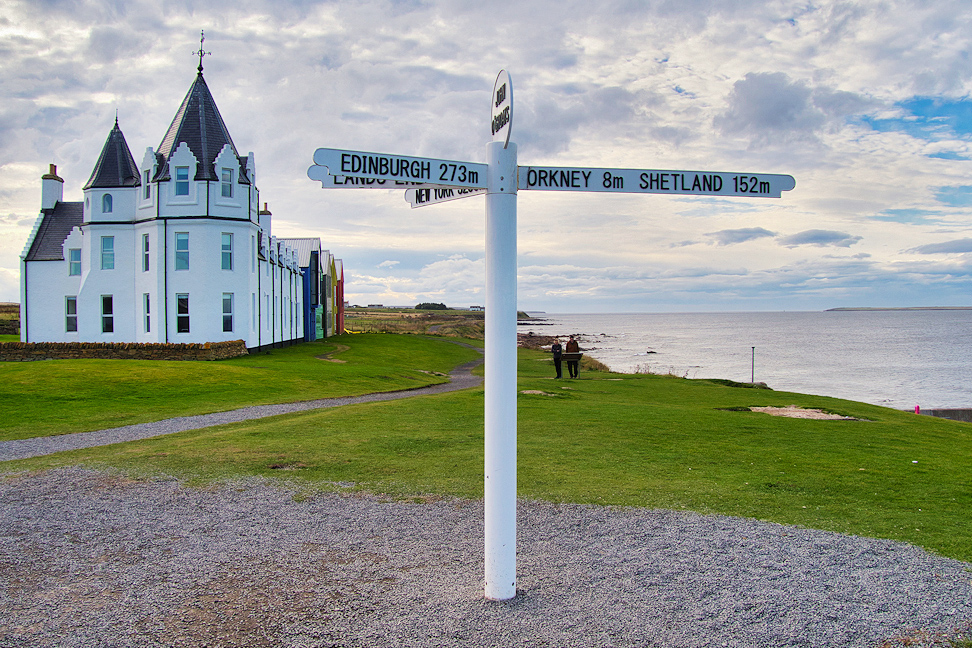
Указатель на мысе Джон-о’Гротс

Лендс-Энд — Джон-о’Гротс (англ. Land's End to John o' Groats) — британский туристический маршрут, пролегающий между двумя крайними точками острова Великобритания на юго-западе и северо-востоке. Протяжённость основного маршрута между этими точками составляет 1407 км, которую велосипедисты преодолевают в основном за 10—14 дней (рекорд в беге — 9 дней). Для пеших туристов протяжённость маршрута — 1900 км, в среднем требуется 2—3 месяца для его прохождения. Два указателя символизируют начало и конец маршрута.
- Мыс Лендс-Энд является крайней юго-западной точкой Великобритании (не путать с крайней южной точкой — мысом Лизард), располагается в западной части Корнуолла на конце полуострова Пенуит[англ.]. Географические координаты OS Grid Reference[англ.]: SW342250. Почтовый индекс: TR19 7AA.
- Мыс Джон-о’Гротс[англ.] — традиционно известная крайняя северная точка Шотландии, располагается на северо-востоке области Кейтнесс (фактически крайней северной точкой является мыс Даннет-Хед). Наиболее удалённой от неё является мыс Данкансби-Хед[англ.] (примерно 3 км). Географические координаты OS Grid Reference[англ.]: ND380735. Почтовый индекс: KW1 4YR.

## Расстояние
Расстояние по прямой между мысами составляет примерно 970 км, по данным OS Grid Reference и Google Earth, однако маршрут проходит через серию заливов в Ирландском море. Согласно дорожным атласам от 1964 года, протяжённость кратчайшего маршрута по известным дорогам составляла 1363 км (в атласах 2008 года указывается расстояние в 1349 км). В 2011 году компьютерные вычисления дали результат в 1349 км, что эквивалентно 15 часам 48 минутам путешествия без остановок — маршрут проходит по дорогам A30, M5, M6, A74 (M), M74, M73, M80, M9, A9 и A99.
С учётом современных мостов и небольших второстепенных дорог это расстояние сокращается до 1310 км. Маршрут проходит через следующие населённые пункты и объекты (не считая точек старта и финиша): Бодмин, Оукхэмптон, Тайвертон, Тонтон, Бриджуотер, Эйвонмутский мост (дорога M5), Севернский мост (дорога M48), Монмут, Херефорд, Шрусбери, Тарпорли, Сент-Хеленс, Престон, Карлайл, Битток, Карстерс, Уитберн, Фолкерк, Стерлинг, Крифф, Кенмор, Далхаллох, дорога A9, Инвернесс, Кессокский мост, мост Кромарти, мост Дорнох-Фёрт, Латерон и Уик.
2 августа 2017 года на Google Maps были опубликованы данные о самом быстром маршруте на автомобиле протяжённостью 1347 км и временем 14 часов 40 минут, пешком же необходимо преодолеть 1305 км (около 268 часов) с учётом суммарного подъёма на всех участках на 9189 м и суммарного спуска на 9223 м.

## Методы прохождения
Маршрут преодолевается не только пешком, но и с использованием различных транспортных средств. Большая часть походов организуется «одиночками» или маленькими группами для собственного удовольствия, но есть и экспедиции, организуемые для благотворительных целей. В подобных экспедициях участвуют и «звёзды»: в 1985 году переход совершил крикетист Иан Ботем, в 2003 году — легкоатлетка Джейн Томлинсон. Этот маршрут также облюбовали велосипедисты, считая его преодоление одним из самых трудных испытаний.

### Пешком
Первое прохождение от Лендс-Энда до Джон-о’Гротса, согласно архивам, было предпринято в 1871 году братьями Джоном и Робертом Нейлорами. Позднее их примеру следовали многие другие люди, особенно с 1960 года: так, свой поход широко разрекламировала Барбара Мур. В 1960 году меценат Билли Батлин организовал соревнование по прохождению данного маршрута, заложив фундамент для будущих акций.
С 1960-х годов пешие туристы предпочитали двигаться не по главным дорогам, а по туристическим тропам. Классическим примером тому служит путешествие Джона Хиллаби 1966 года; обычно подобные путешествия занимают 2-3 месяца. Существуют достаточно много маршрутов, включающих такие тропы, но они значительно удлиняют итоговую дистанцию, которую предстоит пройти, до 1900 км или даже больше. Тем не менее, находятся участники, которые предпринимают подобные попытки в рамках «челленджей» или благотворительных акций. Некоторые из туристов и бегунов проходят маршрут не сразу, а по частям (иногда это растягивается на годы), невзирая на возможное ухудшение здоровья со временем и ситуацию на рабочем месте.

#### Маршруты
Постоянного и общеизвестного маршрута между Лендс-Эндом и Джон-о’Гротсом нет, отдельные участки дорог «соединяются» туристами, которые идут по обходным тропам. В основном туристы предпочитают следующие маршруты:
- от Лендс-Энда в Эксмур по Пути юго-западного побережья[англ.] или по короткой внутренней дороге через Корнуолл и Девон с использованием второстепенных дорог, Тропы двух замков[англ.] и пешеходной дороги Большого западного канала[англ.];
- через Сомерсет, частично по Западному пути Макмиллана[англ.], юго-западному самаритянскому пути[англ.] или Лаймстоун-Линк[англ.];
- к Пик-Дистрикту:
  - восточный маршрут через Котсуолдский путь[англ.], Сердце Англии[англ.] (или Севернский путь[англ.]), Стаффордширск[англ.] и Лаймстоунский путь[англ.];
  - западный маршрут через Севернский мост, затем через Путь вала Оффы[англ.], Мелорский путь[англ.] и Южно-Чеширский путь[англ.]
- к Скоттиш-Бордерс через Пеннинский путь[англ.];
- через Путь святого Катберта[англ.] и участок пути южной возвышенности[англ.] к Пентландским холмам[англ.], затем:
  - западный маршрут с использованием троп через Юнион-канал[англ.] и канал Форт-энд-Клайд[англ.], затем по Западно-Хайлендскому пути[англ.] и Грейт-Глен[англ.] в Инвернесс;
  - восточный маршрут через мост Форт-Роуд в Перт и Пит Локри, затем через Глен-Тилт[англ.] и Лариг-Гру[англ.] в Стратспи[англ.] и Уэйд-Роуд в Инвернесс;
- от Инвернеса к Джон-о’Гротсу — пешком вдоль береговой линии и вершин скал по дороге под названием Тропа Джон-о’Гротс[англ.], которая в настоящее время развивается. Ранее маршрут проходил по дорогам с небольшими изгибами в сторону побережья. Некоторые из туристов двигаются на северо-запад по Западно-Хайлендскому пути в Форт-Вильям, используя участки тропы мыса Рат[англ.], затем на северо-восток через Страну потоков[англ.] в Кейтнессе. Однако этот маршрут идёт преимущественно через дикую местность.

### Велосипед
Ежегодно проводятся несколько крупных велопробегов от Лендс-Энда до Джон-о’Гротса, крупнейшим из которых является Deloitte Ride Across Britain, организованный клубом Threshold Sports. В заезде Ride Across Britain участвуют более 800 человек со всей страны, за 9 дней участники проезжают 1559 км (в среднем 172 км в день). Ночью они отдыхают на больших базах в палатках, поддержка оказывается со всех сторон. Из известных участников забега выделяются двукратный олимпийский чемпион по гребле Джеймс Крэкнелл и чемпион мира по регби 2003 года Льюис Муди.
Ассоциация дорожных рекордов зафиксировала в 2001 году официальный рекорд, автором которого является Джетин Батлер: 44 часа, 4 минуты и 20 секунд на специальном велосипеде. Рекорд велопробега удерживает Энди Уилкинсон, завершивший всё путешествие за 41 час 4 минуты 22 секунды на трёхколёсном велосипеде Windcheetah. В среднем обычное путешествие на велосипеде занимает 10—14 дней, если путешественник не стремится ставить рекорд. Бент Рокетт, аспирант университета Бата, 27 августа 2010 года установил рекорд по продолжительности путешествия туда и обратно: 5 дней, 21 час и 8 минут. С 1 по 4 марта 2010 года Дэвид Уолльямс, Джимми Карр, Фёрн Коттон, Миранда Харт, Патрик Килти, Давина Макколл и Рассел Ховард участвовали в командной эстафете, собирая средства для благотворительной кампании Sport Relief.
В категории мужского тандема с 5 по 7 мая 2015 года был установлен впервые за 49 лет новый рекорд: Доминик Ирвин и Чарли Митчелл за 1 день 21 час и 11 минут преодолели дистанцию. Летом 2012 года Хьюго Кэтчпоул, Джордж Анвин, Том Бетелл и Ричард Николлс на квадроцикле преодолели дистанцию за 10 дней 15 часов, управляя четырёхместным транспортом весом 114 кг. Также рекорды ставятся и в категории моноциклов: в Книгу рекордов Гиннесса попали Роджер Дэвис и Сэм Уэкелинг, которые проехали 1387 км с 12 по 18 сентября 2009 года за 6 дней 8 часов 43 минуты. Они управляли 910-мм моноциклами с двухскоростным приводом Schlumpf.
Самый пожилой велосипедист, преодолевавший дистанцию — Тони Ратбоун (родился 10 декабря 1932 года). В возрасте 81 года и 162 дней он завершил путешествие 21 мая 2014 года, начав его 7 мая со своим другом Билли Скиппером. Они проехали вместе 1526,46 км, затратив на всё 79 часов и 34 минуты (рекорд также занесён в Книгу рекордов Гиннесса). В 2017 году за 14 дней дистанцию преодолела семья Сэмпсонов и их дочь Амелия, которой был 1 год и 10 месяцев: родители управляли тандемом.

### Бег
Рекордсменом среди бегунов, согласно информации клуба Лендс-Энд — Джон-о’Гротс, является Энди Риветт, преодолевший дистанцию за 9 дней и 2 часа. В июле 2008 года Дэн Драйвер в одиночку первым преодолел весь маршрут (он нёс всё оборудование), завершив дистанцию за 17 дней.
12 июля 2009 года ультрамарафонец Кевин Карр впервые преодолел дистанцию, совершив пробег по пересечённой местности и пронеся всё снаряжение в одиночку (этот формат называется «адвенчур раннинг» без поддержки). Карр пробежал дистанцию в рамках акции, организованной Benumber1 — любой из ведущих британских спортсменов мог принять участие в этом соревновании. Событие было организовано для мотивации школьников заниматься спортом и вести здоровый образ жизни, а также собирало средства для Британского кардиологического фонда. Карр преодолел 2018 км по тропам, каналам, побережьям рек, дорогам, полям и горам. Около 80% маршрута проходило по дикой местности: по асфальту он мог бежать, только чтобы перейти между участками, прямо не соединёнными, или только там, где тропа проходила через деревню и город. Весь пробег занял 6 недель 3 дня и 17 часов (с учётом трёх дней отдыха). В среднем Карр преодолевал 50 км в день.
В июле 2011 года бегуны из грамматической школы Калдей-Грандж с полуострова Уиррал приняли участие в эстафете, став таким образом первой школой, принявшей участие в покорении маршрута Лендс-Энд — Джон-о’Гротс. Они собрали 200 тысяч фунтов стерлингов для ливерпульского детского госпиталя Элдер-Хей. В середине лета 2011 года Энтони Бэнд из Суррея босиком пробежал 1000 миль в рамках помощи организации Help For Heroes за 29 дней (в среднем 36 миль в день).
3 августа 2014 года Мари-Клэр Озем стала первой женщиной, которая в одиночку прошла всю дистанцию: своё снаряжение и провизию Озем пронесла в коляске, организуя привалы на своём пути. Она прошла как по дорогам, так и по бездорожью. Пробег был организован для общества «Mind» из Тонтона в рамках проекта «Go Wild, Stay Well» по оказанию помощи психически больным путём их лечения на природе. Озем начала свой путь 23 июня и завершила дистанцию 3 августа 2014 года, в среднем проходя за день 32 мили.

### На лошади
Ивлин Бёрнаби был младшим братом английского полковника кавалерии Фредерика Бёрнаби, известного как участника сражений в Центральной Азии и Османской империи. Ивлин в 1892 году совершил поход из Корнуолла в Шотландию между двумя указанными точками, а через год его рассказ о путешествии был напечатан под названием «Сельский джентльмен» (англ. The Country Gentleman). В 1955 году по этому же маршруту проехал Артур Эллиотт на лошади по кличке Голдфлейк, а в 2006 году Вив Вуд-Джи и её 13-летняя дочь Элси повторили поход. В 2007 году бывший военнослужащий Грант Николл продолжил традицию, пройдя по маршруту на лошади по кличке Марв за 11 с половиной недель из Джон-о’Гротса к Лендс-Энду. Он начал в апреле месяце, рассчитывая избежать комаров в Хайленде и при этом ожидая хорошей погоды. Воспоминания о путешествии Грант изложил в книге «Долгой рысью» (англ. Long Trot).

### Вплавь
Пловец Шон Конуэй стал первым, кто проплыл вокруг британского побережья от мыса Лендс-Энд до Джон-о’Гротса. Его заплыв состоялся с 30 июня по 11 ноября 2013 года.

### Инвалидная коляска
В августе 2009 года пилот авиации ВМС США Рик Райан проехал в инвалидной коляске за 8 дней 10 часов 9 минут всю дистанцию.

### Скейтборд
За 21 день дистанцию в 1580 км преодолели Мэтт Элвер, Чарли Мэйсон и Ли Риншоу, которые проходили в среднем по 80 км в день, собирая средства на благотворительность.

### Автотранспорт

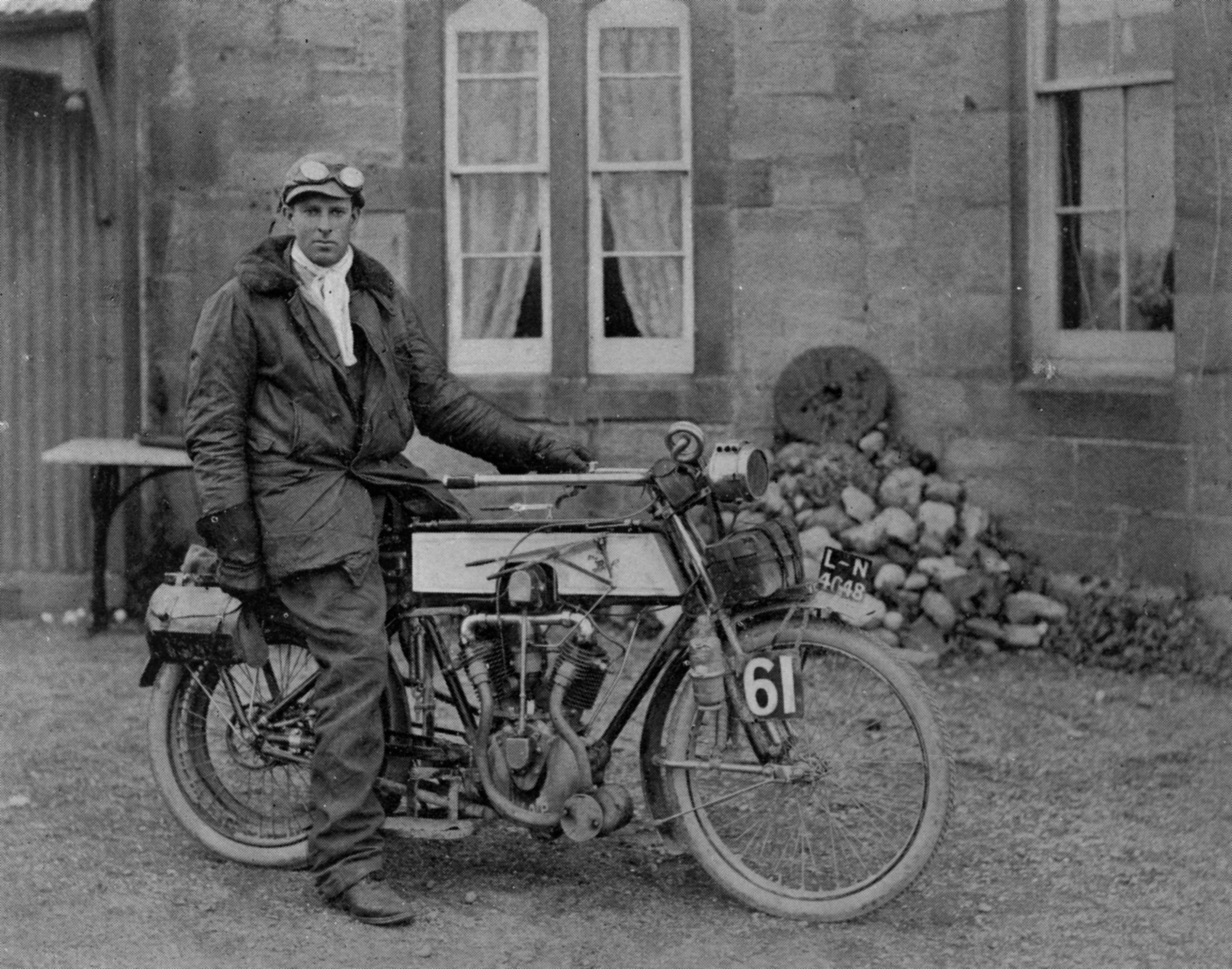
Энтони Уайлдинг готовится к путешествию

С начала XX века автогонки и мотогонки между двумя точками этого маршрута, организованные Автомобильным и мотоциклетным союзом, стали обыденным делом. В 1911 году Айвен Харт-Дэвис поставил рекорд среди мотоциклистов по преодолению дистанции: за 29 часов и 12 минут на мотоцикле Triumph мощностью 3,5 л.с. он преодолел 1426 км. Поскольку его средняя скорость превышала показатель в 20 миль в час, дальнейшие попытки установления рекордов запрещались. Мотоциклетный клуб Великобритании, который организовывал мотопробеги Лондон — Лендс-Энд, с 1923 по 1928 годы проводил гонку Лендс-Энд — Джон-о’Гротс (она же «Из конца в конец»), в которой участвовали автомобили и мотоциклы. В 2006 году Би-би-си выпустила трёхсерийный документальный фильм «Затерянный мир Фриз-Грина» о кинооператоре Клоде Фриз-Грине, который заснял свою поездку от Лендс-Энда до Джон-о’Гротса. Фильм был заснят на плёнку системы Bicolour, разработанную отцом Клода Уильямом, но его качество ухудшилось. Оригинальный фильм был восстановлен в Британском институте кино: все шумы и негативные последствия были убраны благодаря компьютерной обработке.
В 1984 году Нил Чемпион преодолел за 11 часов и 14 минут на мотоцикле Kawasaki GPZ750 Turbo дистанцию в 1423 км. В том же году Кристиан Концендорф-Маттнер совершил поездку туда и обратно без дозаправки за 21 час 22 минуты на мотоцикле 1941 BMW 327. За рекордом следили журналисты на автомобилях и мотоциклах, и этот рекорд является лучшим среди довоенных машин и мотоциклов, управляемых одним человеком в безостановочной поездке. 17 сентября 1988 года Эндрю Фрэнкель и Марк Коннахтон преодолели дистанцию за 12 с половиной часов на Alfa Romeo 164 с учётом времени для дозаправки. В 1993 году Джон Браун организовал гонку для винтажных автомобилей между Лендс-Эндом и Джон-о’Гротсом. Она проводится каждый год в декабре и длится три дня: в ней участвуют классические автомобили, произведённые в период с 1920-е по 1970-е годы. Протяжённость маршрута составляет 2300 км, который проходит по удалённым дорогам западной Англии, Уэльса (по ночам), Пеннинам и Шотландии. Победители награждаются медалями в сериях «золото», «серебро» и «бронза».
С 15 по 16 апреля 1997 года Хью Эледяну проехал всю дистанцию на экскаваторе JCB за 22 часа 10 минут 30 секунд. В июне 2001 года Уэйн Бут первым преодолел на мотоцикле дистанцию без остановки: 37-летний гонщик совершил историческую поездку за 14 часов и 52 минуты на мотоцикле Honda Varedero объёмом 1000 см³ (средняя скорость 57 миль/час) и 74-литровым топливным баком. Тщательно изученный маршрут протяжённостью 1374 км проходил всего через два участка со светофорным регулированием и прошёл с соблюдением всех правил дорожного движения (в том числе и ограничения скорости). Бут собрал свыше 1000 фунтов стерлингов для организации «The National Childbirth Trust and MacMillan Cancer Relief».

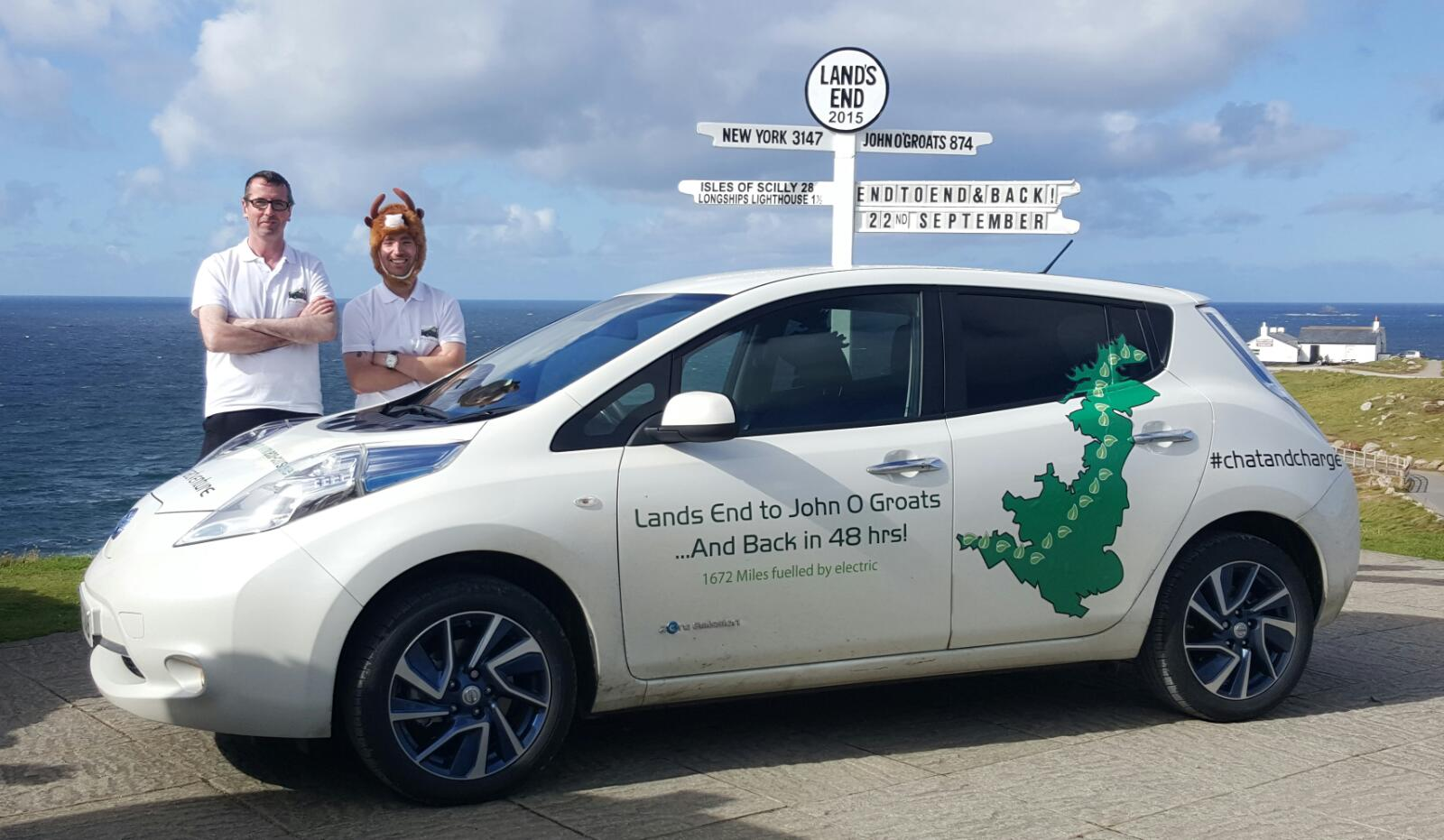
Джонатан Портерфилд и Крис Рэмси на мысе Лендс-Энд, рядом автомобиль Nissan Leaf

22 мая 2011 года Кевин Шарп и Дэвид Пайлоу впервые проехали на электрокаре Tesla Roadster Sport по маршруту, преодолев дистанцию за два дня и используя только общедоступные зарядные устройства. 7 августа 2011 года Даррен Уайтхед и Тони Дуайт завершили свой благотворительный пробег «The Lawn Way Down» протяжённостью 1724 км (маршрут включал границу с Уэльсом) за 5 дней, используя две газонокосилки Wheel Horse. 30 ноября 2013 года Люси Гроган и её отец Мартин Гроган соответственно на мотоцикле BMW GS R1200 и автомобиле Mini John Cooper Works проехали от Лендс-Энда до Джон-о’Гротса за 19 часов, покинув Лендс-Энд в 4:30 утра и приехав в Джон-о’Гротс в 23:30 в тот же день. 3 тысячи фунтов стерлингов были переданы ассоциации «Safe Haven Children's Trust».

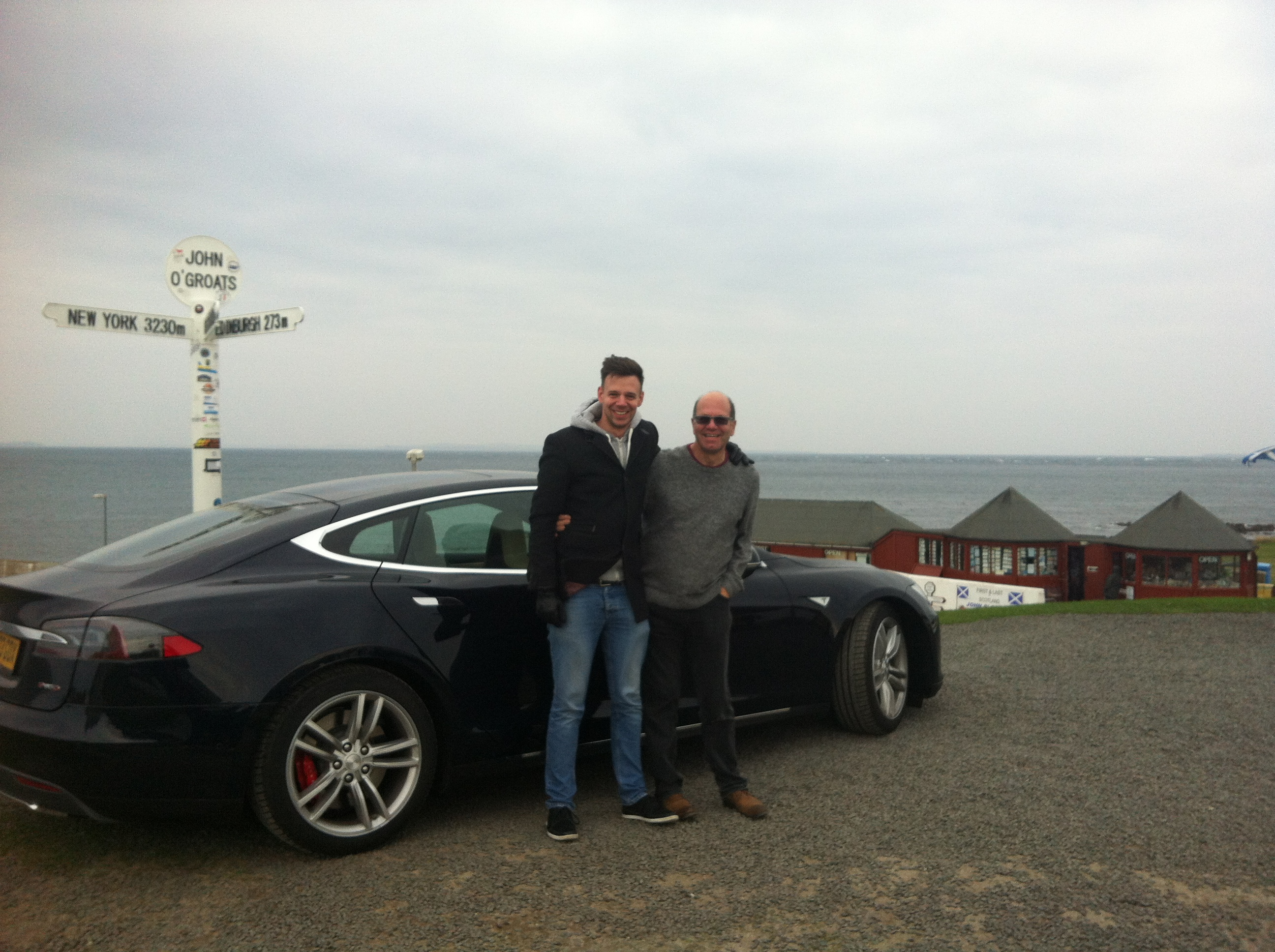
Джефф Аллан и его сын Бен Коттем-Аллан с автомобилем Tesla Model S после завершения поездки

В сентябре 2015 года Джонатан Портерфилд и Крис Рэмси на электромобиле Nissan Leaf, используя расширяющиеся возможности для подзарядки устройства, совершили поездку туда и обратно. Путь на юг занял 28 часов и 38 минут, обратный путь занял 27 часов и 46 минут. Портерфилд и Рэмси подали заявку в Книгу рекордов Гиннесса на признание их лучшего времени мировым рекордом. 7 октября 2015 года Джефф Аллан и его сын Бен Коттем-Аллан побили рекорд на электрокаре Tesla Model S, завершив маршрут на север за 19 часов 45 минут и на юг за 18 часов 53 минуты. Подготовку Джефф вёл с мая того же года. Также они установили рекорд по наименьшей суммарной продолжительности подзарядки — 3 часа, 44 минуты и 33 секунды.

### Общественный транспорт
Самую быструю поездку на автобусе осуществил Клайв Бёрджесс из Льюэса (Ист-Сассекс), который из Лендс-Энда добрался в Джон-о’Гротс в сентябре 2016 года, используя 32 автобуса: ему понадобилось 3 дня 8 минут 55 секунд. В июне 2014 года за 4 дня 10 часов 44 минуты, используя 36 автобусов, 16-летний Адам Маглистон добрался из Лендс-Энда в Джон-о’Гротс, отметив таким образом успешную сдачу GCSE. В августе 2011 года Джеймс Окетт прошёл тот же маршрут за 5 дней 7 часов 25 минут, воспользовавшись 31 автобусом: он собирал средства для детской благотворительной организации «The Children's Society».

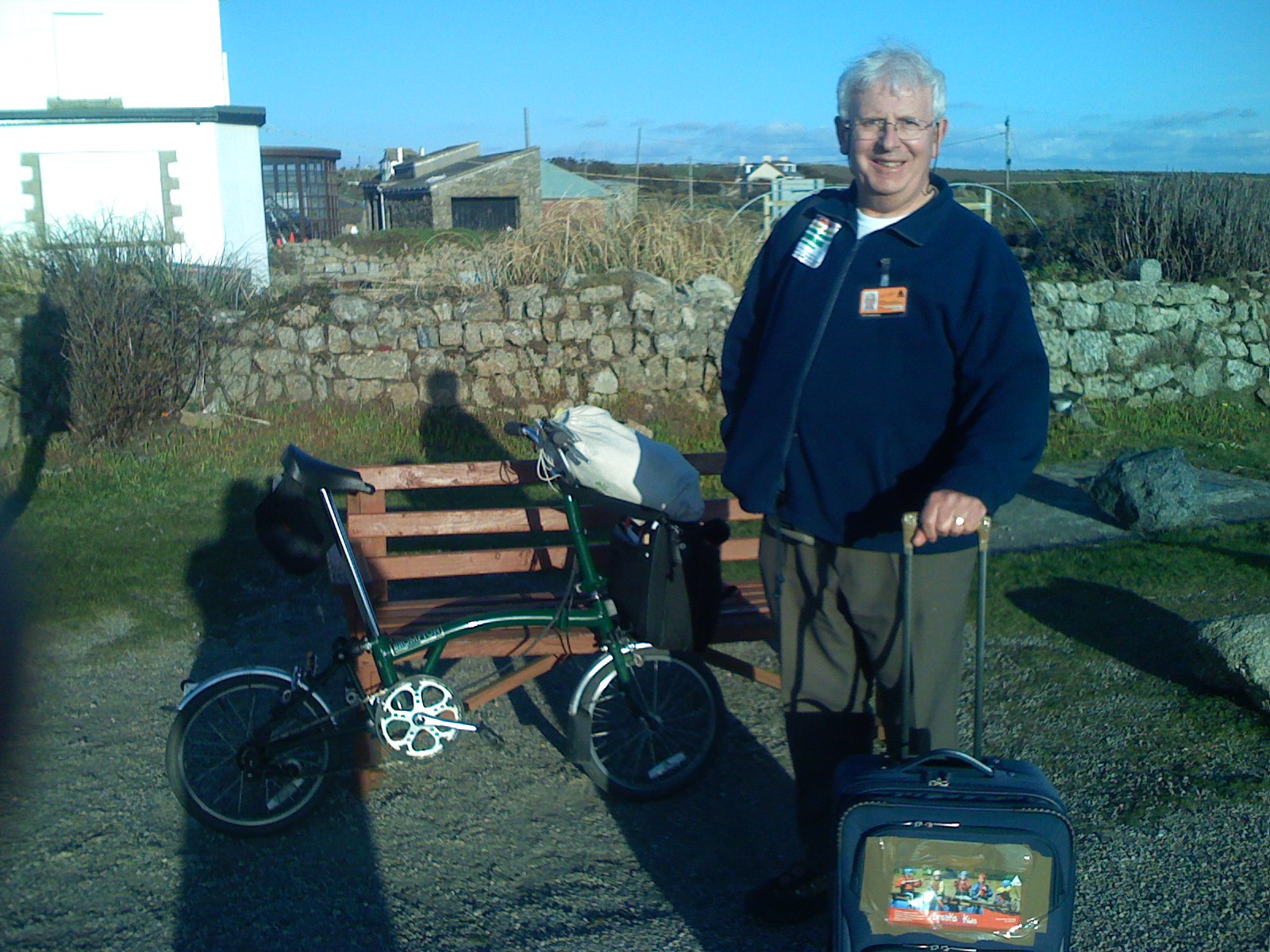
Ричард Эллоуэй, утверждающий о том, что бесплатно проехал на автобусе всю дистанцию

В 2008 году уроженец Сомерсета Ричард Эллоуэй заявил, что стал первым человеком, который проехал по одному только своему проездному ENCTS от Лендс-Энда до Джон-о’Гротса (проездной предоставлял право на бесплатный проезд в общественном транспорте людям старше 60 лет). Первый этап путешествия занял одну неделю и 6 часов, всё путешествие растянулось на 2 недель 8 часов 30 минут.
В 1954 году Гертруд Летер добралась на 17 местных автобусах из Лендс-Энда в Лондон, заплатив примерно 1 фунт и 97,5 пенни, а через год добралась из Лондона в Джон-о’Гротс с использованием 25 местных автобусов, заплатив 4 фунта 29 пенни. Самый быстрый маршрут поездки на современных автобусах предусматривает, что из Лендс-Энда в Джон-о’Гротс можно попасть за 22 часа 45 минут, согласно расписанию: в первый день автобус покидает Лендс-Энд в 14:35, во второй день прибывает на паром Джон-о’Гротс в 13:20. Участнику необходимо добраться на автобусе до Пензенса, затем на поезде Крю до ночной электрички Лондон — Инвернесс, а затем утренним автобусом через Уик. По состоянию на январь 2011 года, стоимость поездки на поезде в один конец в рамках этого путешествия стоит 216 фунтов.

### Автостоп
М. Кларк и Дж. Бейнон попали в Книгу рекордов Гиннесса после того, как за 17 часов 8 минут прошли весь маршрут.

### Парамотор
Первое официально зарегистрированное путешествие с помощью парамотора совершил в сентябре 2000 года Энди Филлипс при поддержке отряда королевской морской пехоты Великобритании. Его путешествие растянулось на 6 дней с юга на север. С севера на юг тропу первым на парамоторе пересекли Джон Кастон, Брайан Пушмэн, Алекс Херон и Генри Гласс в сентябре 2009 года за пять дней.

### Гольф
В 2005 году гольфист Дэвид Салливан из Кентского общества гольфа совершил путешествие от Джон-о’Гротса до Лендс-Энда, ударяя по мячам для гольфа на своём пути. Он прошёл 1800 км за 7 недель, войдя в Книгу рекордов Гиннесса с таким результатом по самой далеко удалённой лунке от стартовой точки. Собранные им деньги были переданы благотворительной организации Variety Club для оказания помощи пострадавшим от цунами в Индийском океане 2004 года и организации Orpheus Centre для оказания помощи детям-инвалидам в Суррее.

### Самолёт
Самый быстрый перелёт был совершён в 1988 году на истребителе McDonnell Douglas F-4K Phantom за 46 минут 44 секунды.

### Напрямую
17 мая 2014 года четверо человек организовали поход «Beeline Britain», в рамках которого собирались преодолеть дистанцию от Лендс-Энда до Джон-о’Гротса напрямую, чего ранее не совершал никто на суше. Поход растянулся на 28 дней, в рамках которого были совершены две крупнейшие переправы на байдарках в территориальных водах Великобритании. Первая часть маршрута пролегала от Лендс-Энда до Пемброукшира (более 200 км, затрачено 34,5 часа), вторая — от Пемброукшира до Англси (170 км, затрачено 24,5 часа). Далее команда проходила дистанцию на байдарках, мотоциклах и пешком через следующие пункты: остров Мэн, Далмеллингтон, Глазго, Крайфф, гора Бен-Макдуи, Лоссимут, Морей-Фёрт, Либстер и Джон-о’Гротс.
Автором идеи был Иан О'Грэди, который включил в команду гребца-паралимпийца Ника Бейтона, тренера по гребле на байдарках Адама Хармера и тренера по мотивации Тори Джеймс из Уэльса, которая стала первой валлийкой, поднявшейся на Эверест. Поход «Beeline Britain» был организован с целью сбора средств для ассоциации ветеранов-инвалидов BLESMA, лишившихся конечностей в результате несчастных случаев. Поддержку проекту оказала королевская семья: принц Уильям, герцогиня Кэтрин и принц Гарри. Всего было собрано 20 тысяч фунтов стерлингов. Иан Бёртон снял по мотивам событий документальный фильм «Прямой дорогой» (англ. As The Crow Flies).

### Шинти
В поддержку всех, кто проходит по данному маршруту, в 2014 году был проведён благотворительный матч между командами Шинти из Корнуолла и Кейтнесса на нейтральном поле в Сент-Эндрюс. Команда Корнуолла победила со счётом 3:1.

## Самые молодые и возрастные участники
Ассоциация Лендс-Энд — Джон-о’Гротс ежегодно вручает премию Джека Адамса и Ричарда Эллоуэя самому молодому участнику похода, преодолевшему дистанцию с использованием автотранспорта. В июне 2006 года всю дистанцию прошёл 4-летний Генри Коул, затратив всего 31 день. В сентябре того же года он пошёл в школу, а в январе 2007 года получил премию. В январе 2017 года премию получила Софи Джордж, которая в августе 2016 года в возрасте 2 лет и 10 месяцев преодолела всю дистанцию на автобусе и поезде. Самым пожилым человеком, прошедшим весь маршрут, стал 74-летний Рег Сэвилл, прошедший от Джон-о’Гротса до Лендс-Энда пешком.

## Организации
Поддержкой всех, кто совершает путешествие по этому маршруту, занимаются две организации:
- Ассоциация Лендс-Энд — Джон-о’Гротс (англ. Land's End–John o' Groats Association). Некоммерческая, образована в 1983 году для тех, кто совершил путешествие из одной точки в другую за один раз вне зависимости от места начала путешествия[49].
- Клуб Лендс-Энд — Джон-о’Гротс (англ. Land's End John o' Groats Club). Спонсором клуба является компания, управляющая заведениями на обоих мысах. Ежегодно вручает премию тем, кто участвовал в прохождении маршрута[50].

## Эквиваленты

### В Шотландии
До Акта об унии с Англией 1707 года эквивалентом фразы «От Лендс-Энда до Джон-о’Гротса» (англ. Land's End to John o' Groats) в Шотландии считалась фраза «От Джон-о’Гротса до Мэйденкирка», поскольку Мэйденкирк считался самой южной точкой Шотландии. Протяжённость маршрута между этими точками — 624 км. Об этом упоминается в поэме Роберта Бёрнса «О путешествиях капитана Гроуза по Шотландии» (англ. On Captain Grose's Peregrinations thro' Scotland) и стихотворении «Леди Кенмура» (англ. The Lady of Kenmure)
From John o' Groats to Maidenkirk
You'll never find a truer
For loyal faith and dauntless deeds,
Than the Lady of Kenmure.
В настоящее время самой южной деревней Шотландии считается Драммор, выше на несколько метров Мэйденкирка.

### В Англии
Протяжённость собственно территории Англии определяется расстоянием от Лендс-Энда до залива Маршалл-Мидоус в Нортумберленде. Расстояние составляет 895 км по текущим дорогам и 686 км напрямую. Различные благотворительные акции (пешие походы или велопробеги) проводятся на этом маршруте.